# Wild Palms
Wild Palms es una miniserie estadounidense que se estrenó por primera vez el 16 de mayo de 1993 por el canal ABC en Estados Unidos en la televisión. Se basa en la serie de cómics de 1990 aparecido en la revista "Detalles", historieta de Bruce Wagner, escrito y dibujado por Julian Allen.
Fue producida por Oliver Stone y Wagner, que también escribió el guion. Wild Palms es un drama de ciencia ficción sobre la manipulación de la realidad a través de los medios de comunicación utilizando la realidad virtual para ello.

## Argumento
Los Estados Unidos está controlada en el año 2007 por Los Padres, una organización de extrema derecha, mientras que Los Amigos, que son luchadores por los derechos civiles, la combaten. El senador Tony Kreutzer es el líder de Los Padres y es además el fundador de la nueva creencia religiosa Synthiotics y cabeza del grupo empresario Wild Palms. Con su estación de televisión Canal 3 y la nueva técnica de emisión "Mimecom", una realidad virtual para la televisión, él planea revolucionar los medios de comunicación y conseguir el propósito de crear el paraíso en la tierra. Además, él aspira a la candidatura presidencial para cementar su poder y el de Los Padres de forma definitiva e imponer ese paraíso en los Estados Unidos.
Harry Wyckoff es un abogado activo en Los Ángeles, padre de dos hijos, Deirdre y Coty. Coty acaba de hacer un papel en una nueva serie, que produce Canal 3. Wyckoff está plagado de pesadillas, en las que un rinoceronte y un cuerpo humano tatuado con palmeras tienen un papel central. Un día la antigua amiga de Harry, Paige Katz, le pide que busque a su hijo, que desapareció cinco años antes. Harry acepta el trabajo y descubrió que desde la década de 1990 un gran número de niños desapareció sin dejar rastro. Debido al contacto estrecho de Paige con el senador Kreutzer se produce una ruptura entre Harry y sus superiores en el bufete de abogados suyo. Kreutzer se entera de lo ocurrido y le ofrece como alternativa un alto puesto alto en su canal de televisión con un sueldo mayor. Harry accede.
Grace, esposa de Harry, se aparta luego notablemente de él, y hace un intento de suicidio. También se entera Harry que el hijo de Paige en realidad no ha desaparecido y su búsqueda sólo tenía el propósito de poner a Harry en los brazos de Kreutzer. Su presunto hijo Coty resulta ser el hijo de Paige y del senador Kreutzer. Coty hace carrera como estrella infantil de Canal 3 y asciende gracias a su falta de escrúpulos adiestrada por Los Padres rápidamente en la jerarquía de Synthiotics. Además, resulta que la madre de Grace, Josie, es la hermana del senador, que actúa brutalmente contra cualquier rival personal o político del senador en el mundo. Su único punto débil es su anterior relación con el líder de Los Amigos, Eli Levitt, padre de Grace.
Mientras tanto, Kreutzer intenta apoderarse del "Go-Chip", que le convertiría en un holograma y le daría así la capacidad de controlar el mundo a través de "Mimecom", por todos los medios posibles. Aunque Paige está cerca de casarse con el senador, ella, aberrada por los métodos suyos y por amor a Harry, informa a Harry de toda la verdad y se pone del lado de Los Amigos. Harry descubre en Peter, un chico que encontró entre ellos, a su verdadero hijo, que fue sustituido por Coty. Cuando Kreutzer sospecha, que Harry tiene el chip, él rapta a su hija y Josie asesina a su hija Grace.
Por ello Harry se junta con Los Amigos y gracias a una prueba que consiguió del asesinato de Grace, él consigue publicarlo en televisión en Canal 3 durante su momento más popular. La transmisión provoca protestas masivas contra el senador. Ni siquiera la transmisión de un falso vídeo, en el que Harry aparentemente estrangula a Grace y no a Josie, logra detener las protestas. Las instalaciones de Los Padres son atacadas. Josie, que mató a Eli por haberla rechazado, es matada por una de sus víctimas, Tully Woiwood.
Kreutzer consigue tomar mientras tanto el "Go-Chip", que estaba en poder de Los Amigos a través de una treta y se coloca el implante, pero el chip fue antes manipulado por Harry y Peter, que habían anticipado todo. Antes de morir Kreutzer le dice a Harry que él es su hijo y luego desaparece. El dominio de Los Padres ha terminado y Los Amigos vencen. En el subsiguiente caos, Harry consigue liberar con ayuda de Paige a su hija y se van todos juntos hacia un nuevo futuro, mientras que Coty, junto con los últimos seguidores del senador, están acabados.

## Reparto
- James Belushi como Harry Wyckoff.
- Dana Delany como Grace Ito Wyckoff.
- Ben Savage como Coty Wyckoff.
- Mónica Mikala como Deirdre Wyckoff.
- Robert Loggia como Senador Antón Kreutzer.
- Kim Cattrall como Paige Katz.
- Angie Dickinson como Josie Ito.
- David Warner como Eli Levitt.
- Ernie Hudson como Tommy Lazlo.
- Bebe Neuwirth como Tabba Schwartzkopf.
- Nick Mancuso como Tully Woiwode.
- Charles Hallahan como Gavin Whitehope.
- Robert Morse como Chap Starfall.
- Bob Gunton como el Dr. Tobias Schenkl
- Aaron Michael Metchik como Peter.
- Charles Rocket como Stitch Walken.
- Brad Dourif como Chickie Levitt.

## Episodios
- Everything Must Go (Piloto), Director: Peter Hewitt
- The Floating World – Director: Keith Gordon
- Rising Sons – Director: Kathryn Bigelow
- Hungry Ghosts – Director: Keith Gordon
- Hello, I Must Be Going – Director: Phil Joanou

## Producción

### Detalles de producción
Productor Oliver Stone, originalmente recibió los derechos de la película de Bruce Wagner a través de la novela Fuerza Mayor en que se adquirió, pero decidió después de leerlo su adaptación cinematográfica. Stone estimó, en sus propias palabras, el "Sincretismo" de la historia y su mirada rota sobre el mundo: "Todo era posible. Su mujer era tal vez su esposa, Sus hijos tal vez no eran sus hijos. Lo que me motiva." La Emisora ABC se declaró dispuesto producir Wild Palms por 11 millones de dólares, pero exigió después de la experiencia de David Lynch con la Serie Twin Peaks, lanzado con éxito, pero que sufrió cada vez más por la reducción de sus espectadores, que la serie debía ser completa, con un principio, un medio y un (para los espectadores satisfactorio) final.[cita requerida]
El actor principal James Belushi comparó Wild Palms , entre otras cosas, con la serie británica Número Seis, y confesó que la historia le irritaba y que podía sobrecargar a los espectadores. Antes del estreno apareció un libro, que acompañaba la serie, The Wild Palms Lectory ABC instaló una línea de teléfono para ayudar a los espectadores, si tenían problemas de comprensión Aun así Stone estaba dispuesto a arriesgar irritaciones al respecto. "No Se trata que se entienda la trama completamente. Se trata de la Atmósfera.
Wild Palms muestra unos Estados Unidos en un futuro próximo, influenciada en mucho por la cultura japonesa: la ropa, la decoración y el paisajismo indican visualmente una fuerte Influencia, que se repite en las conexiones de las empresas japonesas y de la Yakuza, que hace referencia, y que varios de los protagonistas tienen, de forma directa o remota, antepasados japoneses.
Oliver Stone también aparece bajo su nombre en la serie y habla de forma ficticia sobre el asesinato de John F. Kennedy.

### Comparaciones reales
El antagonista principal de la miniserie, el senador Tony Kreutzer, está inspirado en L. Ron Hubbard, el fundador de Scientology.
En una conversación explica Kreutzer, que su madre tenía antepasados japoneses y por ello fue víctima de la "Orden Ejecutiva 9066", que causó su muerte. En 1942, el presidente estadounidense Franklin D. Roosevelt, dictó dicha Orden Ejecutiva para internar a americanos japoneses en campos de concentración durante la Segunda Guerra Mundial. Sólo en Manzanar murieron 146 de ellos.

### Música
Además de la música original de Ryūichi Sakamoto en Wild Palms aparecieron muchas canciones de la década de los 60, así como algunas de las composiciones de música clásica:

## Recepción
La obra fue el primer experimento televisivo de Oliver Stone y se convirtió en una serie de culto. Es la típica producción para grabarla en vídeo y repasar luego los detalles perdidos.

## Premios
- Premios Emmy (1993): Una Nominación
- Premios Artios (1993): Una Nominación
- Premios Saturn (1994): Una Nominación
- Premios ASC (1994): Una Nominación